# Carl Sundell (översättare)
Carl Ragnar Sundell, född 3 december 1922 i Malmö Sankt Pauli församling, död 4 april 1998 i Nacka församling i Stockholms län, var en svensk översättare.
Mellan 1949 och 1964 översatte Sundell runt 100 böcker från engelska (och en enstaka från norska), varav en stor del var detektivromaner. Därefter producerade han endast enstaka översättningar, men skrev minnesskriften Om Södra Latin och södralatinare (1654-1987) som utgavs av Föreningen Södra latinare 1987.

## Översättningar (i urval)
- Armstrong Sperry: Regnskogen (Almqvist & Wiksells skolböcker/Geber, 1949)
- Fredric Brown: Död dvärg i manegen (Geber, 1949)
- Alice Curtis Desmond: Äventyr i kaffelandet (Geber, 1950)
- Helen D. Boylston: Carol spelar sommarteater (Geber, 1951)
- Ellery Queen: Roten till det onda (Bonnier, 1952)
- Leonard W. Doob: Allmänna opinionen och propagandan (Geber, 1952)
- Charles Morgan: Morgonvind (Bonnier, 1953)
- Frithjof Sælen: En modig myra (Almqvist & Wiksell/Geber, 1954)
- Mary Roberts Rinehart: Simbassängen (Bonnier, 1954)
- Jack London: Avgrundens folk (Bonnier, 1954)
- Lin Yutang: Den blodröda porten (Bonnier, 1954)
- Agatha Christie: En ficka full med råg (Bonnier, 1954)
- John Steinbeck: En underbar torsdag (Bonnier, 1955)
- Gerald Hanley: Lejonets år (Bonnier, 1955)
- Ian Fleming: Casino Royale (Bonnier, 1955)
- Eric Ambler: Till minnet av en spion (Bonnier, 1955)
- Sloan Wilson: Mannen i grå kostymen (Almqvist & Wiksell/Geber, 1956)
- Katharine Farrer: Det falska sigillet (Bonnier, 1956)
- Norman Dale: Tim i mysterieklubben (Almqvist & Wiksell/Geber, 1956)
- Harold Q. Masur: Lagt lik ligger (AWE/Geber, 1958)
- Peter Green: Gudarnas vrede (Almqvist & Wiksell/Geber, 1958)
- Ngaio Marsh: Sjunga för död (Geber, 1959)
- Clancy Carlile: Solig ungdom (Söderström, 1959)
- Cornell Woolrich: Nattmara (Geber, 1960)
- Nicolas Freeling: Se upp för kattorna! (Skoglund, 1964)
- Flannery O'Connor: Och stormen för oss vidare (Geber, 1967)
- V. S. Naipaul: Ett hus åt mr. Biswas (Bonnier, 1974)
- Eric Ambler: Domedag (Spektra, 1977)